# Cathédrale de Chelmsford
La cathédrale de Chelmsford est le principal édifice religieux de la ville de Chelmsford en Angleterre, elle est dédiée à la Vierge Marie, St Pierre et St Cedd. Elle est devenue cathédrale lorsque le diocèse anglican de Chelmsford a été créé en 1914 et est le siège de l'évêque de Chelmsford.
Elle fut probablement construite avec la ville il y a huit cents ans. Elle fut reconstruite au XVe et XVIe siècles, avec des murs de moellons, de pierres et de brique. Elle possède également une tour et une flèche avec un ensemble de treize cloches. 
La nef a été reconstruite à nouveau au début du XIXe siècle, après s'être partiellement effondrée. Les vitraux ont tous été installés aux XIXe et XXe siècles. Le portail sud a été agrandi en 1953 pour marquer l'amitié anglo-américaine après la Seconde Guerre mondiale et notamment, les aviateurs américains stationnés en grand nombre dans l'Essex. 
En 1954, la cathédrale a été consacrée aux saints Pierre et Cedric. En 1983, l'intérieur de la cathédrale a été entièrement rénové, avec un nouveau plancher, des sièges, un autel, le trône de l'évêque. En 1994 et 1995, deux orgues à tuyaux ont été installés, le premier dans la nef et le second dans le chœur.
En 2000, une sculpture représentant « la gloire du Christ », par Pierre Eugene Ball, a été placée au-dessus de l'arc triomphal.
En 2004, deux autres œuvres majeures ont été commandées, et sont maintenant en place:  L'« Arbre de vie », une peinture de Mark Cazelet dans le transept nord, et l'autel de Philip Sanderson dans la chapelle de Mildmay.

## Source
- (en) Cet article est partiellement ou en totalité issu de l’article de Wikipédia en anglais intitulé « Chelmsford Cathedral » (voir la liste des auteurs).